# Garo jezik
Garo jezik (garrow, mande, mandi; ISO 639-3: grt), najvažniji jezik istoimene jezične podskupine, šira skupina bodo-garo, koju čini s jezikom magam [mef] iz Bangladeša. Govori ga ukupno oko 900 000 ljudi (narod Garo), poglavito u istočnoindijskim saveznim državama (780 000; 2007) Meghalaya, Nagaland, Assam, Tripura i Zapadni Bengal, i 120 000 u Bangladešu (2005).
Ima nekoliko dijalekata: a’beng (a’bengya, am’beng; govori se u Bangladešu), a’chick (a’chik), achik (a’we, chisak, dual, matchi; govori se u Assamu, a preostalo je još nešto nekoliko govornika), dacca, ganching i kamrup. Uči se u osnovnim školama. U Meghalayi je službeni jezik. Pismo: bengalsko

## Vanjske poveznice
- Ethnologue (14th)
- Ethnologue (15th)